# Зенф, Луис
Вильгельм Август Луис Зенф (нем. Wilhelm August Louis Senf), 2 августа 1852, Лейпциг — 12 февраля 1940, Плайсештадт ( Pleißestadt), Германия) — немецкий предприниматель и основатель, вместе с родным братом Рихардом Зенфом, фирмы «Братья Зенф» (нем. «Gebrüder Senf») — известного торгового и издательского предприятия в области филателии.

## Биография
Вильгельм Август Луис Зенф родился 2 августа 1852 года в Лейпциге.
22 марта 1872 года брат Луиса Рихард Зенф (Emil Louis Richard Senf; 1855—1941) в возрасте менее 17 лет открыл небольшой филателистический магазинчик в Лейпциге, на Франкфуртер-штрассе (Frankfurter Straße), 38 и разослал свой первый прейскурант. По причине юного возраста коммерсанта его предприятие работало под именем английской компании англ. H. Wernick & Co., зарегистрированной в Лондоне, и распространяло британский филателистический журнал «The Stamp». Значительным достижением Рихарда стало издание адресной книги дилеров на немецком языке, нем. «Händleradressbuch», включавшей более 200 адресов.
Первое коммерческое рекламное объявление Луиса Зенфа появилось в 18-м номере гамбургской газеты «Гамбургер Альгемейнер Брифмаркен-Анцайгер» («Hamburger Allgemeiner Briefmarken-Anzeiger») 15 июня 1872 года.
1 июля 1874 года Луис Зенф выкупает у Рихарда его филателистическое предприятие, включавшее филателистическое издательство, которое выпускало «Иллюстрированный журнал почтовых марок».

## Фирма «Братья Зенф»
Созданная братьями Луисом и Рихардом Зенф фирма торговала почтовыми марками и другими филателистическими материалами, филателистической литературой и аксессуарами, выпускала альбомы для почтовых марок, издавала различную филателистическую литературу и филателистический каталог.